# Davi Rodrigues de Jesus
Davi Rodrigues de Jesus, mais conhecido como Davi (Gravataí, 6 de abril de 1984), é um ex-futebolista brasileiro que atuava como meia. 

## Carreira
Davi começou nas categorias de base do Paulista de Jundiaí, sendo transferido posteriormente para o São Paulo, porém nao obteve reconhecimento no clube paulista. Migrou então para uma série de times e fez sucesso no Bragantino utilizando a camisa de número 10.
Em 2009 chegou ao elenco do Avaí para disputar a temporada do Campeonato Catarinense e da Série A do campeonato brasileiro, mas antes de disputar o Brasileirão, foi negociado por empréstimo com o Paraná.
Para a temporada de 2010, voltou ao Avaí. Antes mesmo de Davi atuar no ano pelo clube catarinense, surgiu uma sondagem do Coritiba para contar com o atleta no seu elenco, fato este desmentido pelo jogador que garantiu cumprir a temporada no Leão da Ilha.
No início do ano de 2011, Davi é anunciado como novo reforço do Coxa. No clube paranaense, Davi conquistou o Campeonato Paranaense e foi vice-campeão da Copa do Brasil. Na temporada de 2012, chegou a atuar no Campeonato Paranaense, mas no dia 14 de fevereiro foi anunciada a sua saída para o Guangzhou R&F da China.
Após fazer boa temporada no Guangzhou, Davi foi contratado pelo jovem Shanghai Dongya. Sendo o primeiro brasileiro a atuar pelo time de Xangai.

## Estatísticas
Até 12 de fevereiro de 2012.
| Clube    | Temporada | Campeonato Brasileiro | Campeonato Brasileiro | Copa do Brasil | Copa do Brasil | Campeonato Paranaense | Campeonato Paranaense | Total | Total |
| Clube    | Temporada | Jogos                 | Gols                  | Jogos          | Gols           | Jogos                 | Gols                  | Jogos | Gols  |
| -------- | --------- | --------------------- | --------------------- | -------------- | -------------- | --------------------- | --------------------- | ----- | ----- |
| Coritiba | 2011      | 16                    | 3                     | 12             | 3              | 17                    | 12                    | 45    | 18    |
| Coritiba | 2012      | 0                     | 0                     | 0              | 0              | 6                     | 3                     | 6     | 3     |
| Total    | Total     | 16                    | 3                     | 12             | 3              | 23                    | 15                    | 51    | 21    |

## Títulos
Paulista
- Copa do Brasil: 2005

Bragantino
- Campeonato Brasileiro - Série C: 2007

Avaí
- Campeão Catarinense: 2009, 2010

Coritiba
- Campeonato Paranaense: 2011